# Hainanpåfågelfasan
Hainanpåfågelfasan (Polyplectron katsumatae) är en hönsfågel i familjen fasanfåglar. Den är endemisk för den kinesiska ön Hainan. Arten är fåtalig och minskar i antal. IUCN kategoriserar den som starkt hotad. 

## Utseende och läten
Hainanpåfågelfasanen är en 53 cm lång hönsfågel med en buskig, framåtpekande tofs och fjäderdräkten marmorerad i gråbrunt. På ovansidan syns stora ögonformade fläckar, var och en grön eller blå omgivet av beige eller vitt. Övre delen av strupen är vitaktig och den bara huden i ansiktet skär- eller gulaktig. Liknande grå påfågelfasan är större, har längre tofs och mindre ögonformade fläckar med mindre vitt omkring. Från hanen hörs ett rätt högljutt "guang-gui", den första tonen mer utdragen, medan honan yttrar ett snabbare "ga".

## Utbredning och systematik
Fågeln återfinns enbart på ön Hainan i södra Kina. Den kategoriserades tidigare som underart till grå påfågelfasan och behandlas som monotypisk, det vill säga att den inte delas in i några underarter.

## Status och hot
Hainanpåfågelfasanen har en mycket liten världspopulation bestående av mellan 800 och 2000 häckande individer. Den tros också ha minskat mycket kraftigt till följd av habitatförlust och jakt. Internationella naturvårdsunionen IUCN kategoriserar därför arten som starkt hotad.

## Namn
Fågelns svenska och vetenskapliga artnamn hedrar Zensaku Katsumata, japansk farmaceut och samlare av specimen på Hainan.